# Linda Mertens
Linda Mertens, nacida el 20 de julio de 1978 en Wilrijk, Bélgica, es la cantante femenina del grupo Milk Inc. Actualmente reside en Herentals, Bélgica. Respecto a su vida familiar, sus padres se divorciaron cuando ella tenía 3 años. Más tarde, su hermano murió en un accidente de coche. Ella estudió arte y después del instituto, se fue dos años a una escuela de peluquería. Ella realmente nunca quiso ser peluquera pero aceptó varios trabajos de peluquera. 
El sueño de Linda siempre fue convertirse en una artista. Ella empezó su sueño con un grupo llamado Secret Fantasy, pero nunca llegó a triunfar. Todo cambio cuando un día Linda fue al club Illusion con algunos amigos y sacó el coraje para preguntarle a Regi si necesitaba una cantante para su proyecto y si podía realizar algunas audiciones. Ella no sabía que Regi estaba buscando una nueva cantante para Milk Inc. Tras este encuentro, Regi le dio su número de teléfono y después de unas semanas la llamaron para que realizara su primera audición. En la siguiente audición, en la cual se le pidió que cantara y bailara, fue elegida para ser la nueva cantante de Milk Inc. Antes que Linda supiera la decisión sobre la nueva cantante, ella acababa de empezar un trabajo en una fábrica.

'Land Of The Living' fue la primera canción del grupo. El lanzamiento de la nueva cara de Milk Inc. fue en Hitkracht. Su primer viaje fue a África en octubre donde permanecieron 5 días. Allí grabaron un nuevo vídeo para la canción 'Land of the Living'. Al final de sus primeros meses como cantante del grupo Milk Inc, recibieron un premio, por "Walk on Water" de su álbum 'Land Of The Living', como la mejor canción nacional.

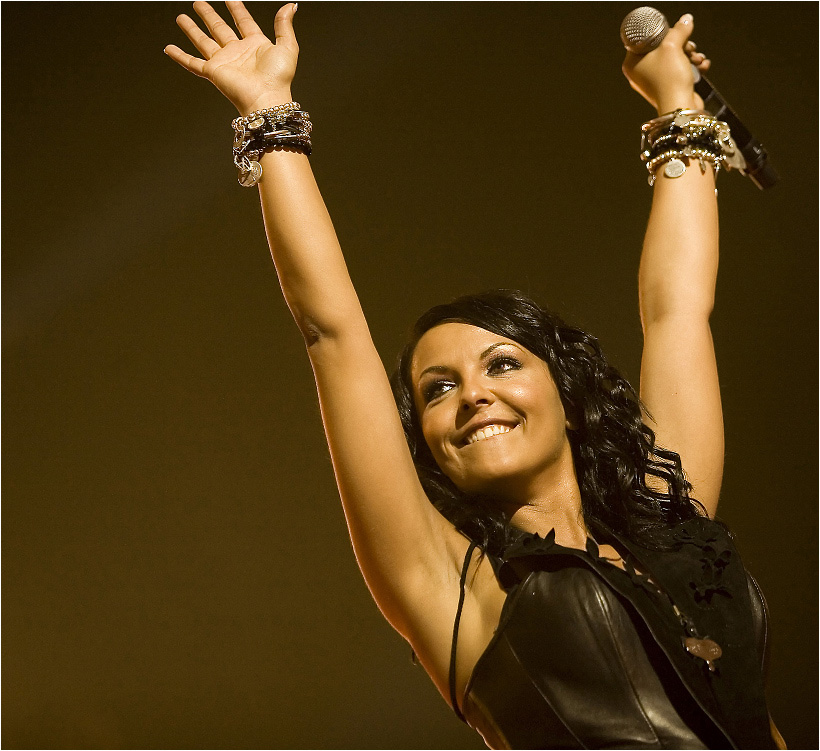

En 2001 sacaron un segundo vídeo con la canción 'Livin' A Lie'. En Países Bajos ganaron un premio como "El Mejor grupo Dance Internacional". 'Never Again' fue el tercer sencillo y vídeo para Linda. Realizaron una gira a través de varios países europeos (Países Bajos, Bélgica, España, Alemania, entre otros) además de relanzar 'Walk on Water' en Países Bajos y Alemania. El éxito de Milk Inc. fue aumentando y muestra de ello fueron los dos premios belgas más que recibieron como "El mejor Dance Nacional" y "El Mejor Vídeo Nacional". 
Linda ha demostrado varias veces, para acallar ciertas críticas, que ella no solo es una cara bonita sino que también puede cantar en directo, como por ejemplo en programas como "Notenclub".
Fue considerada la mejor vocalista de la década en música dance y electrónica en Bélgica.
En abril de 2017 falleció su hija de apenas 2 años a causa de un cáncer. Desde entonces, Linda no volvió al estudio ni realizó presentaciones en vivo, ni con Milk Inc. ni como solista.
En 2022 Linda volvió a subir a un escenario durante un evento en Blackpool, Reino Unido. El 27 de octubre de 2023 Linda regresó por sorpresa junto a Regi de manera simbólica en el Sportpaleis de Amberes durante el concierto “Regi - The Return”. Al finalizar el show “The Return”, anunciaron un nuevo concierto en 2024 “Regi vs. Milk Inc.” para el sábado 9 de noviembre de 2024, pero debido a las rápidas ventas (la fecha se agotó en pocas horas), anunciaron fechas adicionales y actuaron 7 veces.